# Robert Freeman
Robert Freeman (Londres, 5 de dezembro de 1936 – Londres, 7 de novembro de 2019) foi um fotógrafo britânico conhecido, principalmente, por seu trabalho com o grupo musical de rock The Beatles entre os anos de 1962 e 1966. Suas fotografias ilustraram as capas dos álbuns With the Beatles, Beatles for Sale, Help! e Rubber Soul. Ele também participou na criação do primeiro calendário Pirelli.

## Biografia
Freeman passou grande parte de sua infância em Doncaster, no norte da Inglaterra. Após se formar na Universidade de Cambridge em 1959, tornou-se fotógrafo profissional e trabalhou para o jornal The Sunday Times. Além de fotografar diversas fotos utilizadas em capas de discos dos Beatles, ele viajou com a banda para os Estados Unidos para documentar a turnê de 1964.
Em 1968, dirigiu seu primeiro e único filme, The Touchables e na década de 1990 viveu no sul da Espanha. Sofreu um severo derrame em 2014, e uma de suas fotografias de John Lennon foi colocada à venda por membros de sua família para custear as despesas médicas e preservar seu arquivo fotográfico. Em 7 de novembro de 2019, Freeman morreu em Londres, devido a uma pneumonia.